# Skitsystem
Skitsystem är ett svenskt käng/crustband från Göteborg, ursprungligen bildat som System Collapse 1994.

## Historia
Skitsystem bildades 1994 av Adrian Erlandsson, Tomas Lindberg och Fredrik Wallenberg. Kort därefter anslöt sig Alex Höglind och man hade sin första spelning tillsammans med band som Extinction of Mankind och Counterblast. 1995 spelade man in sin första 7"-singel Profithysteri och fick genast uppmärksamhet både i Sverige och utomlands. Kort därefter spelades 10" Ondskans Ansikte in. En 7" splitsingel gjordes tillsammans med Wolfpack men det var med låtar som spelades in samtidigt som Ondskans Ansikte. 1998 började man igen. Musikgruppen At The Gates som både Erlandsson och Lindberg spelade med fanns inte längre. Erlandsson hade börjat spela med The Haunted och hade inte längre möjlighet att fortsätta med bandet. Istället anslöt sig Karl Persson som tidigare spelat med Dispense och man åkte på sin första USA-turné. 1999 spelade man på Hultsfredsfestivalen och kort därefter släpptes gruppens första fullängsalbum Grå Värld/Svarta Tankar. Nästa skiva kom 2001 och hette Enkelresa till rännstenen och i och med den så var deras texter enbart på svenska. 2004 åkte man på en ny USA-turné, denna gång utan Lindberg som ville satsa på sina andra band. Mikael Kjellman från Martyrdöd tog Lindbergs plats bakom gitarren och Höglind började sjunga. I slutet av 2005 spelade de in Stigmata som släpptes 2006. Efter det gjorde Skitsystem några spelningar och efter det bestämde de sig i slutet av 2007 för att göra "ett uppehåll på obestämd tid".
2010 avslöjar bandet att man kommer att ha en spelning i Göteborg. 27 februari spelar bandet, denna gång utan Alex. Den 17 september samma år spelar man i Karlstad. Framtiden får utvisa om bandet är "aktivt" igen eller inte.

## Musiken
Skitsystems musik är hård och snabb. Grunden är D-takt och käng, rejält nedstämt, med inslag av metal. Man inspirerades av musikgrupper som Discharge, Anti Cimex, Mob 47 och No Security. Bandets texter är ofta mörka och tar upp saker som vardagsmisär och samhällets förfall. Trots svenska texter är Skitsystems skivbolag, Havoc Records, amerikanskt. I Sverige har skivorna släppts olika bolag, senast av Ironfist Productions. På grund av detta brukar det alltid medfölja engelskspråkiga förklaringar av skivans texter.

## Efter At the Gates
I och med att At the Gates lade ner verksamheten 1996 så hoppade Lindberg även av Skitsystem. Han återkom dock 1998 när Skitsystem skulle åka på sin första turné i USA, men då utan Erlandsson som spelade i The Haunted och inte längre hade möjlighet att fortsätta med Skitsystem. Lindberg medverkade på de kritikerhyllade albumen Grå värld/Svarta tankar och Enkel resa till rännstenen, men var inte längre med i gruppen när tredje fullängdsalbumet Stigmata släpptes i början av mars 2006. 

## Medlemmar
- Fredrik Wallenberg - gitarr och sång
- Alex Höglind - bas och sång
- Karl "Kalle" Persson - trummor (ex-Dispense)
- Mikael Kjellman - gitarr (även i Martyrdöd)

## Tidigare medlemmar
- Tomas "Tompa" Lindberg - sång (At the Gates, Disfear, ex-Lockup mfl.)
- Adrian Erlandsson - trummor (At the Gates, The Haunted, Brujeria, Paradise Lost, Vallenfyre mfl.)

## Diskografi
- 1995 - Profithysteri 7"
- 1996 - Ondskans ansikte 10"
- 1997 - Levande lik 7" (split med Wolfpack)
- 1999 - Grå värld / svarta tankar LP/CD
- 2001 - Enkel resa till rännstenen LP/CD
- 2002 - Det tunga missbrukets karga ingenmansland/Det eviga hatet 7" (split med Nasum)
- 2003 - Allt e skit (samlingsskiva med de första singlarna)
- 2006 - Stigmata LP/CD
- 2006 - 7" (Split med Cyness)

Bandet har även medverkat på ett flertal samlingsskivor:
- 1996 - Dolores Records GBG, samlingsskiva som medföljde nummer 19 av Close up magazine. CD
- 1996 - Defenders of the Oppressed Breed CD
- 2001 - Punkstad 2001 Göteborg CD
- 2003 - More World-Less Bank 7"